# Васильківське (село)
Василькі́вське — село в Україні, Запорізькому районі Запорізької області. Входить до складу Михайло-Лукашівської сільської громади.
Площа села — 200,4 га. Кількість дворів — 173, кількість населення на 01.01.2007 р. — 399 чол.
День села відзначається 20 вересня.

## Географія
Село Васильківське знаходиться на лівому березі річки Солона, вище за течією на відстані 3 км розташоване село Берестове, нижче за течією на відстані 1 км розташоване село Новомиргородка. По селу протікає пересихаючий струмок з загатою.
Село розташоване за 22 км від міста Вільнянськ, за 45 км від обласного центра.
Найближча залізнична станція — Новогуполівка — знаходиться за 17 км від села.

## Історія
Село було засноване в 1927 р. переселенцями з Чернігівської та Сумської областей. В 1929 р. в селі утворилися два колгоспи — «Хвиля» і «Могутній», які в 1934 р. ввійшли до складу колективного господарства «Перше Травня».
В 1932–1933 селяни потерпають від радянського геноциду[джерело?].
З 24 серпня 1991 року село входить до складу незалежної України.
До 2020 року орган місцевого самоврядування — Привільненська сільська рада.
12 червня 2020 року, відповідно до розпорядження Кабінету Міністрів України № 713-р «Про визначення адміністративних центрів та затвердження територій територіальних громад Запорізької області», село увійшло до складу Михайло-Лукашівської сільської громади.
19 липня 2020 року, в результаті адміністративно-територіальної реформи та ліквідації Вільнянського району, село увійшло до складу новоутвореного Запорізького району.

## Економіка
В с. Васильківському працює підприємство СВК «Світанок».

## Пам'ятки
- Неподалік — природний заказник: балка «Васильківська».
- В парку, що в центрі села, знаходиться братська могила вояків Червоної Армії і пам'ятник загиблим односельцям.